# Anciens Ateliers de Constructions Onghena

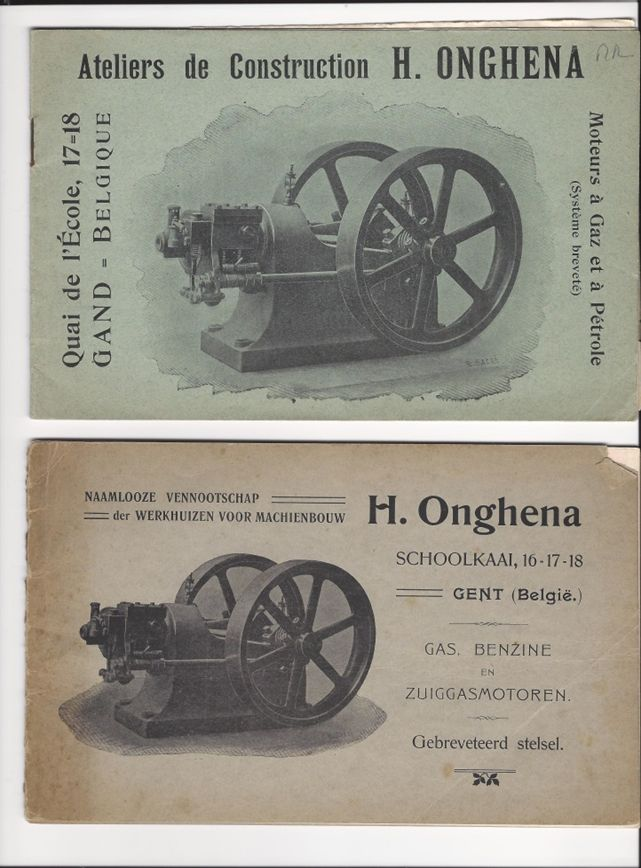
Historische reclamefolders

Ateliers Onghena was tot 1912 een Gentse metaalwerkplaats en producent van benzinemotoren en gasmotoren.

## Geschiedenis
Helaas is weinig historisch materiaal te vinden over de eerdere activiteiten van het bedrijf. Vermoedelijk bestond de firma al van voor 1900. Uit folders van het bedrijf en een publicatie blijkt dat de firma tot 1907 gevestigd was aan de Schoolkaai in Gent (nabij de Dampoort). In 1907 verhuisde het bedrijf naar de Nijverheidskaai (nu Wiedauwkaai). 
In 1912 werd het bedrijf stopgezet, en vestigde het pas opgerichte Anglo Belgian Company (ABC) zich in de gebouwen om er dieselmotoren te produceren. Er werd dankbaar gebruik gemaakt van de aanwezige machines en de kennis van het personeel. ABC begon met een aantal bestellingen af te werken van Onghena.

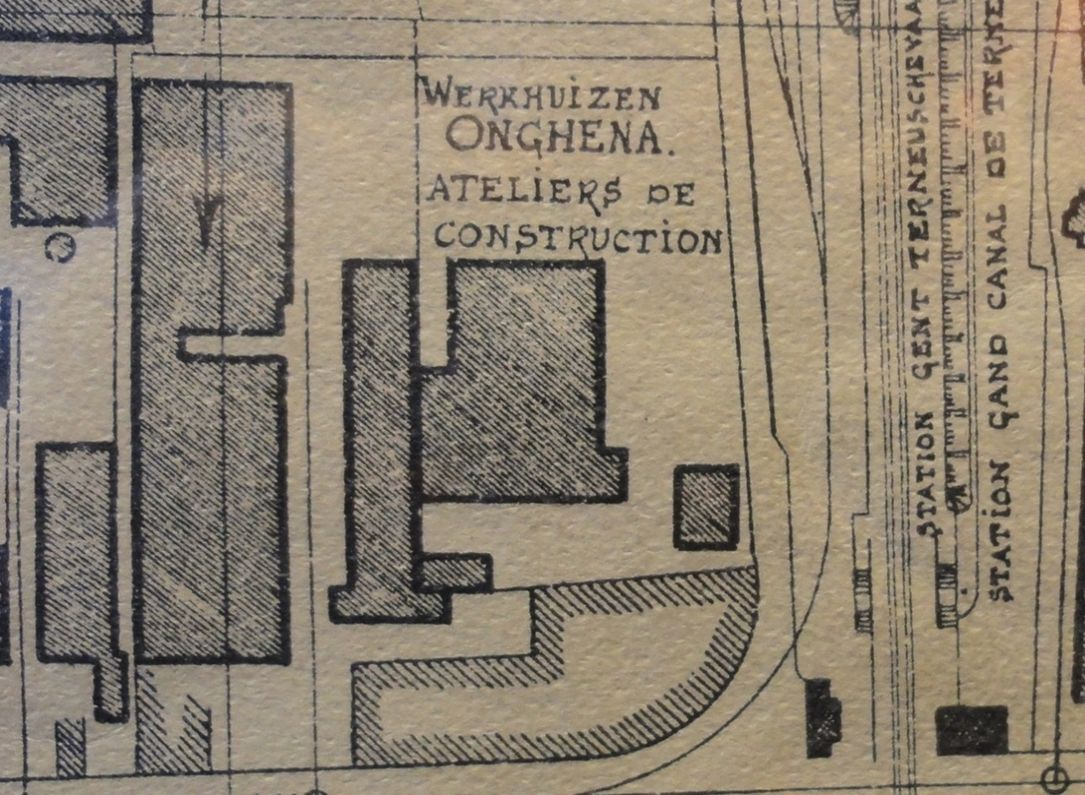
Inplanting Nijverheidskaai
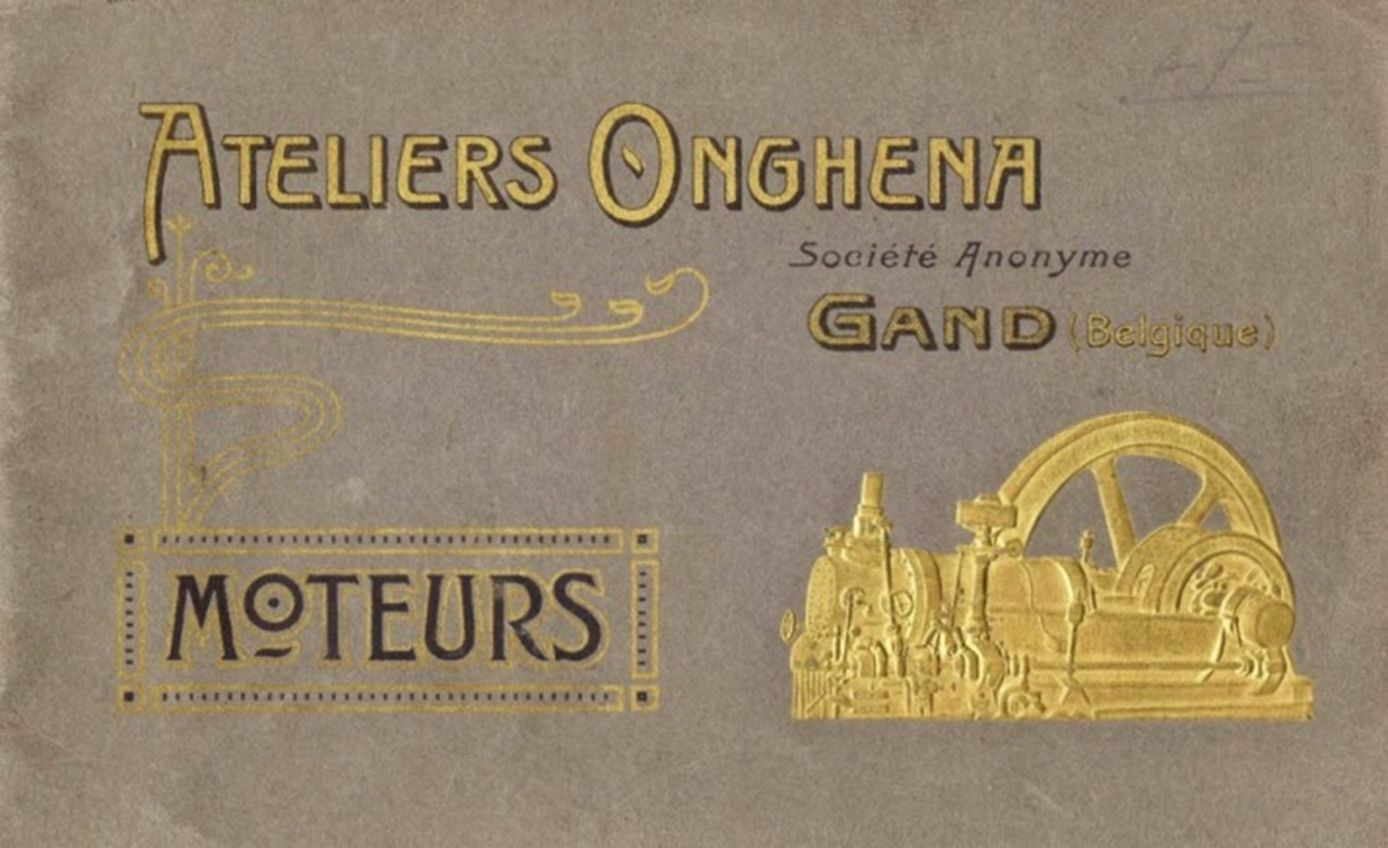
Visitekaartje